# D.J. International Records
D.J. International Records est l'un des deux grands labels de la house de Chicago à ses origines, le second étant Trax Records.
Fondé en 1985, la première période du label a été consacrée principalement à la deep house et l'acid house, suivie à la fin des années 1980 par de nombreux disques hip-house.
La légende du label DJ International est née avec des morceaux comme Promised Land (Joe Smooth), Acid Thunder (Fast Eddie), Can U Dance (Fast Eddie et Kenny « Jammin » Jason, 1987) ou Turn up the Bass (Tyree). La plupart de ces classiques ont été rendus célèbres grâce au DJ International Tour organisé en Angleterre à la fin des années 1980.
Plusieurs publications du label ont été distribuées par Westside Records en Angleterre et BCM Records en Allemagne. Le label est inactif depuis le début des années 1990.

## Divisions du label DJ International
- Fierce Records
- Gangster Records
- Mutant Planet
- Rhythm Beat
- Underground